# 清水正晴
清水正晴（しみず　まさはる、1932年-　）は、日本の歴史家。
長野県生まれ。1956年早稲田大学文学部仏文科卒業。編集者を経て、フランス中世文化史に関する著述に専念する。

## 著書
- 『ジャンヌ・ダルクとその時代』現代書館 1994
- 『<青髯>ジル・ド・レの生涯』現代書館 1996
- 『<ドラキュラ公>ヴラド・ツェペシュ』現代書館 叢書中世異端のコスモロジー 1997
- 『<色事師>カザノヴァの青春』現代書館 叢書近世異端のコスモロジー 1999
- 『<聖者>カサノヴァの肖像』現代書館 叢書近世異端のコスモロジー 2000

## 注
1. ↑  『カサノヴァの肖像』著者紹介、『現代日本人名録』2002年